# Adolfo Guhiting
Adolfo Guhiting – filipiński zapaśnik w stylu klasycznym i wolnym.
Brązowy medalista igrzysk Azji Południowo-Wschodniej i mistrz Azji Południowo-Wschodniej w 1997. Zajął 32. miejsce w mistrzostwach świata w 1995. Drugi w Pucharze Azji i Oceanii w 1993 roku.